# Theodor Bollmann
Theodor Bollmann (* 23. Dezember 1845 in Altenberge; † 1. Februar 1913 in Cincinnati, Ohio) war ein deutscher Theaterschauspieler.

## Leben und Wirken
Nach dem Schulbesuch ließ er sich zum Schauspieler ausbilden. Er spielte 1862 als Bonvivant am Königlichen Hoftheater in Dresden und wechselte dann an das Stadttheater nach Wien, an das Residenztheater in Berlin und danach an das Anhaltinische Hoftheater nach Dessau. Mit der Barbay-Truppe gastierte er auch in den USA, wo er 1913 starb.